# لطفی ممدبیوف
لطفی ممدبیوف (ترکی آذربایجانی: Lütfi Şahbaz oğlu Məmmədbəyov, ۶ فوریه ۱۹۲۷ – February 1, 2004) بازیگر، کارگردان، فیلمنامه‌نویس و کارگردان هنری فیلم اهل کشور جمهوری آذربایجان است. از فیلم‌هایی که بازی کرده می‌توان به فیلم بختیار اشاره نمود.

## زندگی‌نامه
لطفی ممدبیوف ۶ فوریه سال ۱۹۲۷ در شهرستان آغ‌داش زاده شد. در میان سال‌های ۱۹۴۳ تا ۱۹۴۷ در دانشکده فنی تئاتر تحصیل گرفت. در سالهای ۱۹۶۱–۱۹۶۶ در رشته کارگردانی دانشکده دولتی هنر آذربایجان به ادامه تحصیل پرداخت. به دنبال آنکه در سال ۱۹۴۳ از دانشکده فنی تئاتر فارغ‌التحصیل شود، برای مدتی در تئاتر دولتی کمدی موزیکال آذربایجان کار کرد. از آنجا که در اواخر دهه ۱۹۴۰ میلادی این تئاتر تعطیل شد، وی به جمع پرسنل تئاتر دولتی تماشاگران جوان آذربایجان پیوست.
از لطفی ممدبیوف در سال ۱۹۶۱ به تئاتر درام ملی آکادمی دولت آذربایجان دعوت شد و تا پایان زندگی خود در آنجا فعالیت کرد. لطفی ممدبیوف کارگردانی بیش از ۶۰ برنامه تلویزیونی همچون «چشم‌پزشک»، «بعد از باران»، «با تو در فقدان تو»، «دختر غریبه» و… را به عهده داشت. او همچنین در فیلم‌هایی نظیر مشهدی عباد، «بختیار»، لیلی و مجنون، «لباس جادویی» و غیره… ایفای نقش داشت.
لطفی ممدبیوف اولین کارگردانی است که در آذربایجان سریال تلویزیونی ساخت. وی در سال ۱۹۹۳ یک فیلم زنجیره‌ای تلویزیونی ۱۲ قسمتی بر اساس «عروس مفقود» «علی‌بابا حاجی‌زاده» ساخت. بعداً در سال ۱۹۹۸ یک فیلم ۶ قسمتی به نام «از لب به دل» دیگر فیلم ۶ قسمتی موسوم به «پس از باران» را جلوی دوربین برد.
لطفی ممدبیوف در ۱ فوریه سال ۲۰۰۴ در باکو درگذشت.

## جوایز
- هنرمند خلق آذربایجان - ۲۲ مه ۱۹۹۱[۴]
- هنرمند افتخاری آذربایجان شوروی - ۱ ژوئن ۱۹۷۴
- نشان شهرت - ۱۳ مارس ۱۹۹۷[۵]